# Ipecacuanha-Alkaloide

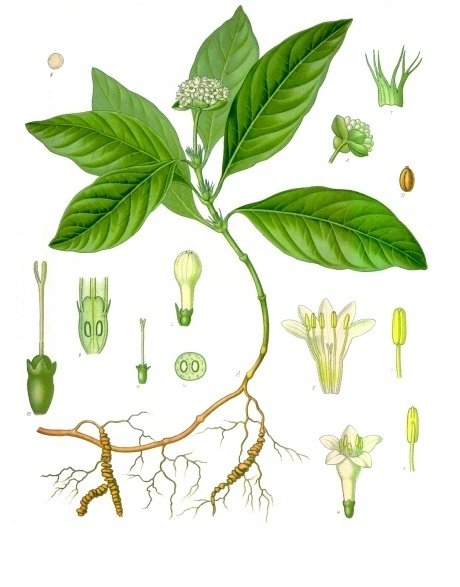
Brechwurzel (Carapichea ipecacuanha), Illustration

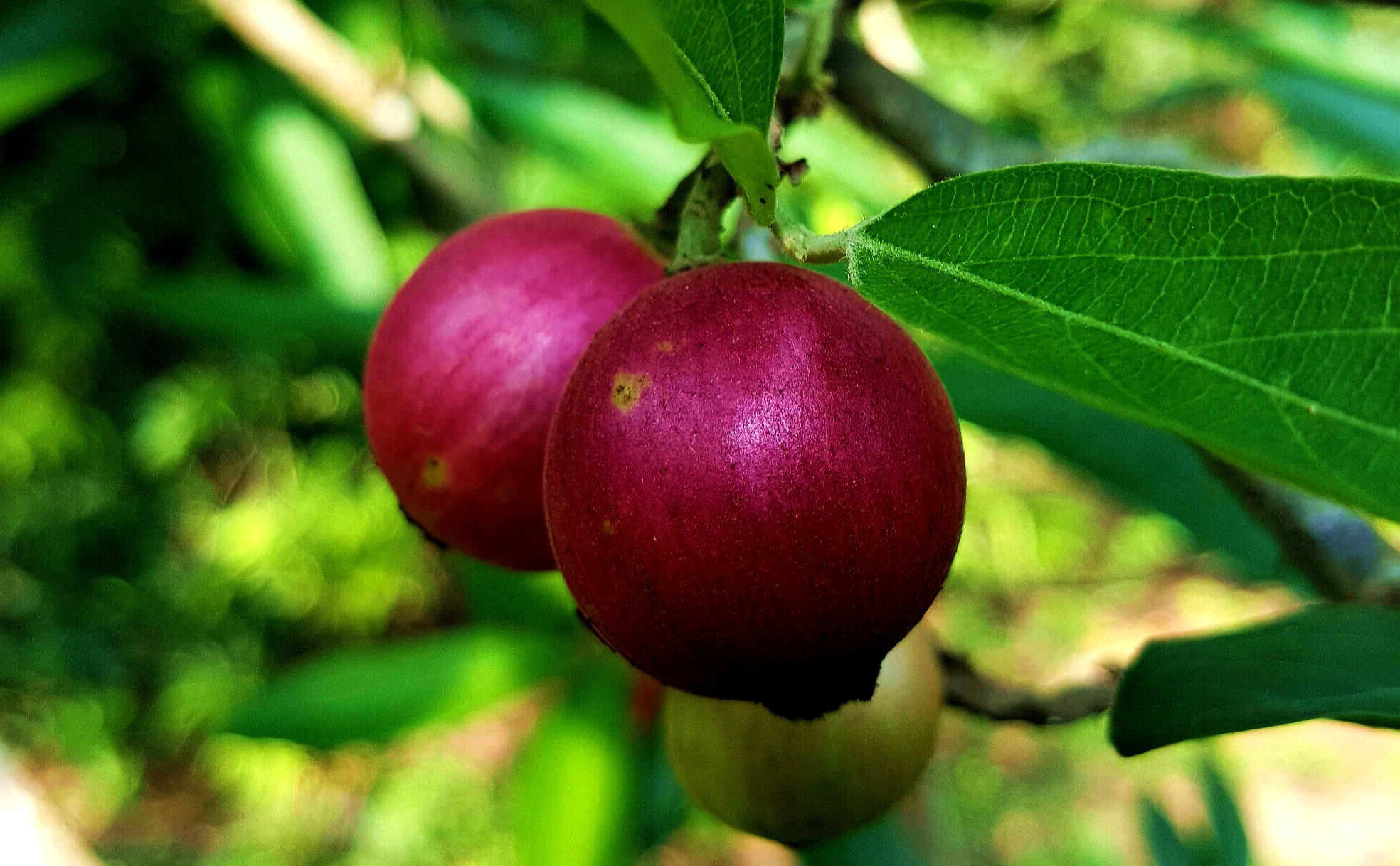
Früchte von Alangium salviifolium

Ipecacuanha-Alkaloide sind Naturstoffe des Isochinolin-Alkaloid-Typs.

## Vorkommen
Ipecacuanha-Alkaloide kommen vor allem in der südamerikanischen Brechwurzel und der zentralamerikanischen Psychotria granadensis vor. Cephaelin wurde auch in der in Indien heimischen Alangium lamarckii (Syn.: Alangium salviifolium) entdeckt. Die Droge Radix Ipecacuanhae wird aus der Brechwurzel hergestellt.

## Vertreter
Die Ipecacuanha-Alkaloide sind charakterisiert durch ein oder zwei Isochinolin-Einheiten und eine Monoterpenoid-Einheit. Vertreter sind u. a. Emetin, Protoemetin, Cephaelin, Ipecosid und Alangisid.

(–)-Emetin
(–)-Protoemetin
(–)-Cephaelin

## Eigenschaften
Emetin ist sehr schädigend für den Herzmuskel. Außerdem führt es zu blutigen Durchfällen. Durch Resorption werden schwere Leberschäden, Lähmung des Rückenmarks und Gehirns hervorgerufen. Weiterhin zeigt es Antitumor- und antibakterielle Wirkung. Es ist ein hochgiftiges orales Emetikum, die tödliche Dosis liegt für den Menschen bei ca. 1 g. Cephaelin wirkt ähnlich. Die Droge Radix Ipecacuanhae dient der Herstellung von homöopathischen Arzneimitteln gegen Erbrechen, Magen-Darm-Erkrankungen und Migräne.

## Geschichte
Die endgültige Struktur wurde 1948 von Robinson unter Zugrundelegen der Woodward'schen Spaltung eines aromatischen Ringes aufgestellt.